# Rhypagla glarea
Rhypagla glarea är en fjärilsart som beskrevs av Achille Guenée. Rhypagla glarea ingår i släktet Rhypagla och familjen nattflyn. Inga underarter finns listade.